# Падунская (станция, Кемеровская область)
Падунская — посёлок станции в Промышленновском районе Кемеровской области России. Административный центр Падунского сельского поселения.
В посёлке находится одноимённая станция Новосибирского отделения Западно-Сибирской железной дороги. Код станции: 860742.

## География
Падунская расположена на левобережье реки Иня у впадения в неё реки Итыкус, в 50 км от р.п. Промышленная, в 120 км к юго-западу от города Кемерово.
Граничит с Топкинским и Тогучинским (Новосибирской обл.) районами.

## История
Появление посёлка Падунская в 1930-е годы связано со строительством железной дороги «Новосибирск — Новокузнецк». С 1946 по 1950-е годы посёлок являлся административным центром Падунского района. С 1953 года статус районного и административного центра перешёл к р.п. Промышленная. В период с 1932 по 1980-е годы в посёлке открыто более 20 организаций сельского хозяйства, больница, школа, школа-интернат.

## Население
| 2010 |
| ---- |
| 2149 |

## Почётные граждане
- Миронов, Филипп Абрамович (1920-1944) — Герой Советского Союза[5]
- Швыряев, Леонид Андреевич - заслуженный учитель Российской Федерации, выпускник Падунской средней школы.

## Инфраструктура
Муниципальные предприятия и организации: Падунская специальная (коррекционная) школа, Падунская средняя общеобразовательная школа, Падунский сельский совет и Падунское МУП Железобетон, Пожарная часть.
Достопримечательности: Церковь святого благоверного великого князя Александра Невского.

## Транспорт
Через станцию проходит железнодорожная ветка Новосибирск — Белово.